# Senecio leucadendron
Senecio leucadendron là một loài thực vật có hoa trong họ Cúc. Loài này được Benth. & Hook.f. miêu tả khoa học đầu tiên.